# Harold Isaza
Harold Isaza (Manizales, Colombia; 29 de junio de 1995) es un futbolista colombiano. Se desempeña como mediocampista.

## Trayectoria

### Once Caldas
Este jugador oriundo del barrio Villa Pilar en Manizales, hizo todo el ciclo de Divisiones Menores con el club albo y el 30 de enero del 2016 de la mano del profesor Javier Torrente tuvo su bautizo en la rama profesional.
Debutó con el Once Caldas el 30 de enero del 2016 contra el Deportivo Pasto. Ingresó al minuto 78, sustituyendo al jugador Jesús Marimón.
Para sorpresa de todos los asistentes al máximo escenario de los caldenses, este deportista marcó la pauta en la mitad del terreno de juego, asociándose bien con sus compañeros y dando asistencias en varias ocasiones que generaron peligro en el arco rival. El marcador no cambió y los equipos repartieron los puntos en Palogrande, pero quedó la grata sensación con el caldense que fue respaldado por el técnico, quien destacó su trabajo en la rueda de prensa.
Después de terminado el cotejo Isaza manifestó: “Fue una bonita sensación entrar en un partido complicado y ayudar al equipo, ahora lo difícil será sostenerme para que me sigan dando los minutos que necesito para brillar”.

### Club León
El 10 de enero de 2017 llega al equipo Mexicano por petición del extécnico del Once Caldas, Javier Torrente.

## Clubes
| Club        | País     | Año  |
| ----------- | -------- | ---- |
| Once Caldas | Colombia | 2016 |
| Club León   | México   | 2017 |

## Estadísticas
| Club                   | Div              | Temporada        | Liga  | Liga  | Copa Nacional | Copa Nacional | Copa Internacional | Copa Internacional | Total | Total | Prom. · |
| Club                   | Div              | Temporada        | Part. | Goles | Part.         | Goles         | Part.              | Goles              | Part. | Goles | Prom. · |
| ---------------------- | ---------------- | ---------------- | ----- | ----- | ------------- | ------------- | ------------------ | ------------------ | ----- | ----- | ------- |
| Once Caldas · Colombia | 1.ª              | 2016             | 16    | 0     | 4             | 1             | 0                  | 0                  | 20    | 1     | 0,09    |
| Once Caldas · Colombia | Total            | Total            | 16    | 0     | 4             | 1             | 0                  | 0                  | 20    | 1     | 0,09    |
| Club León · México     | 1.ª              | 2017             | 0     | 0     | 1             | 0             | 0                  | 0                  | 1     | 0     | 0,0     |
| Club León · México     | Total            | Total            | 0     | 0     | 1             | 0             | 0                  | 0                  | 1     | 0     | 0,0     |
| Total en carrera       | Total en carrera | Total en carrera | 16    | 0     | 5             | 1             | 0                  | 0                  | 21    | 1     | 0,09    |